# Gebendorf (Niederösterreich)
Gebendorf ist ein abgekommener Ort in der Gemeinde Oberwaltersdorf in Niederösterreich.
Der Ort scheint urkundlich erstmals im Jahr 1170 auf. In den Urbaren werden 1258 vier zum Stift Klosterneuburg gehörende Lehen genannt, wovon zwei verödet waren, und 1294 fünf zum Stift Heiligenkreuz gehörende Lehen. Der Ort befand sich nordwestlich von Oberwaltersdorf.